# Ramón del Rivero y Miranda
Ramón del Rivero y Miranda (1880-1954) fue un político y banquero español, alcalde de Madrid durante la Restauración y consejero del Banco de España desde 1918. Ostentó el título nobiliario de iii conde de Limpias.

## Biografía
Nació en Madrid el 18 de octubre de 1880. Fue nombrado Mayordomo de semana por Alfonso XIII el 15 de diciembre de 1905.
Político conservador maurista, se presentaría como candidato a diputado por Santander en las elecciones de 1919, pero resultó derrotado. Fue senador del Reino electo por la provincia de Santander en la legislatura 1919-1920. Elegido mediante votación del Pleno del Ayuntamiento de Madrid, ejerció de alcalde de la capital de España entre el 1 de abril de 1920 y el 26 de diciembre de 1921; durante su mandato en la alcaldía la ciudad sobrepasó los 700 000 habitantes y solventó mediante su mediación el conflicto huelguístico de «La Fortuna» y sus trabajadores. Fue uno de los aristócratas presentes en la creación en septiembre de 1936 del Consejo del Banco de España, en Burgos, territorio sublevado.
Falleció el 9 de septiembre de 1954 en Madrid a los 73 años de edad.
Fue caballero de la Orden de Calatrava, y vicesecretario del Centro de Acción Nobiliaria.